# Dorfkirche Neu Golm

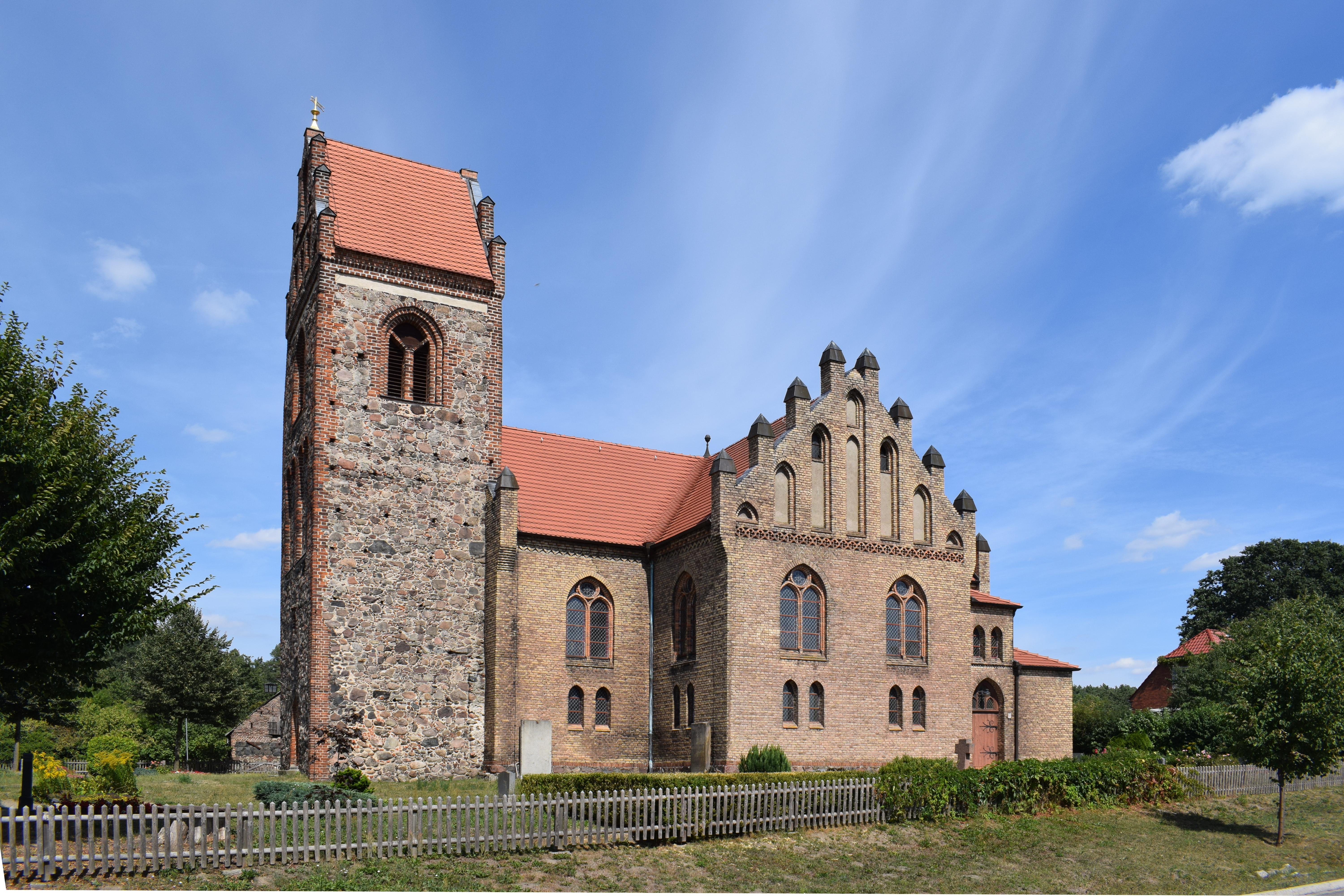
Dorfkirche Neu Golm (2018)

Die evangelische Dorfkirche Neu Golm ist eine neugotische Kreuzkirche aus dem Jahr 1877 in Neu Golm, einem Ortsteil der Gemeinde Bad Saarow im Landkreis Oder-Spree im Land Brandenburg. Die Kirchengemeinde gehört zum Kirchenkreis Oderland-Spree der Evangelischen Kirche Berlin-Brandenburg-schlesische Oberlausitz.

## Lage
Die Chausseestraße führt in West-Ost-Richtung als zentrale Verbindungsachse durch den Ort. Sie umspannt im Süden den historischen Dorfanger. Nördlich der Straße steht die Kirche auf einem Grundstück mit einem Kirchfriedhof, der mit einem Zaun eingefriedet ist.

## Geschichte
1495 wurde im Ort ein Vorgängerbau aus Feldsteinen errichtet. 1867 ließ die Kirchengemeinde das Bauwerk weitgehend zurückbauen, um unter Einbeziehung des alten Kirchturms einen Neubau zu errichten. Dieser wurde im Jahr 1877 eingeweiht. In der Zeit von 1991 bis 1997 wurde das Bauwerk umfassend saniert.

## Baubeschreibung

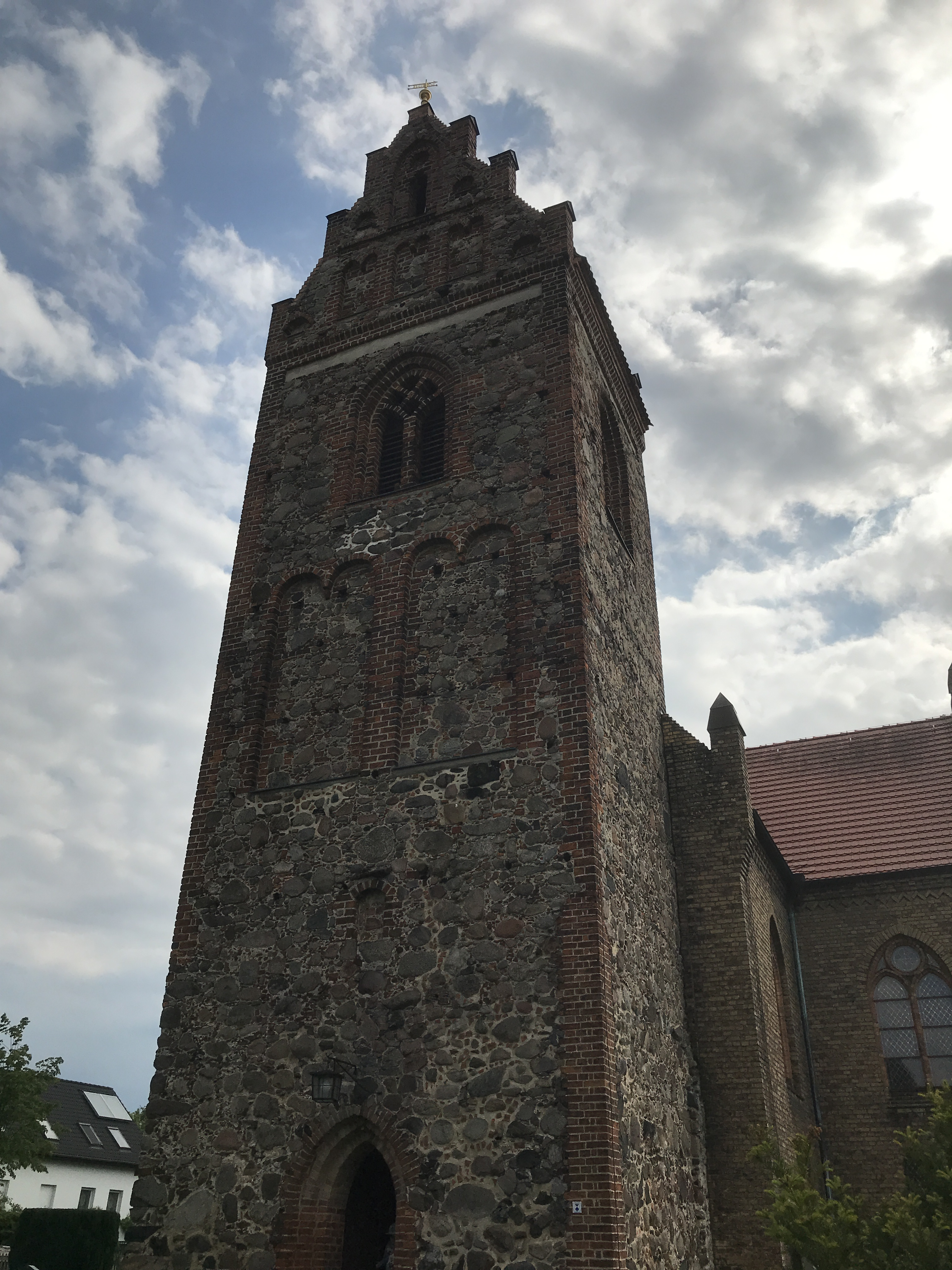
Westturm

Die Kirche wurde im Wesentlichen aus gelblichem Mauerstein neu errichtet. Der polygonale Chor ist dabei leicht eingezogen. Die Seiten werden von je einem Strebepfeiler gestützt, die bis annähernd an die Dachtraufe reichen. Dazwischen ist in jedem der drei Felder ein großes und mehrteiliges Spitzbogenfenster. Am Übergang zur Traufe ist ein nach unten geöffneter Fries. Er wird in der Ostwand als Fries aus aneinandergereihten Vierpässen fortgesetzt. Der Giebel ist mit insgesamt sieben spitzbogenförmigen Blenden verziert; darüber sind acht Fialen.
Daran schließt sich das Kirchenschiff an, das in Form eines griechischen Kreuzes ausgeführt wurde. An der West- und Ostseite des Langhauses sind ein, am Querarm jeweils zwei spitzbogenförmige Fenster, unter denen deutlich kleinere, ebenfalls spitzbogenförmige Fenster angeordnet wurden. Der Giebel am Querschiff ist ebenfalls mit einem Fries verziert, darüber ein reich geschmückter Blendengiebel. An der Südostecke ist ein rechteckiger, eingezogener Anbau, der durch einen weiteren, ebenfalls rechteckigen und nochmals eingezogenen Anbau ergänzt wird. Im mittleren Teil ist eine rechteckige Pforte.
Im Westen schließt sich der Kirchturm an, der vom Vorgängerbau übernommen wurde. Er ist querrechteckig und wurde aus unbehauenen und nicht lagig geschichteten Feldsteinen errichtet. Der Zugang erfolgt über ein profiliertes Spitzbogenportal, darüber sind zwei gekuppelte Rundblenden. Im Glockengeschoss sahen die Baumeister zwei gekuppelte Klangarkaden vor, die in einer Spitzbogenblende eingearbeitet wurden. Darüber ist das mit Blenden verzierte, quer gestellte Dach.

## Ausstattung
Die Kirchenausstattung wurde zum Teil aus dem Vorgängerbau übernommen, darunter die Fünte, eine Taufkanne sowie ein Leuchter. Der ursprünglich verbaute Altar sowie die Kanzel gingen bei Renovierungsarbeiten in den 1970er Jahren verloren. Lediglich das Altarretabel blieb erhalten und wurde über den neuen, gemauerten und vergleichsweise schlichten Altar gehängt.
Im Turm hängen zwei Glocken: eine aus dem Jahr 1593 aus dem Vorgängerbau sowie ein neueres Modell aus dem Jahr 1924. Auf der Westempore steht eine Orgel, die Ferdinand Dinse im Jahr 1878 errichtete. An den Außenwänden von Chor und Querschiff stehen mehrere Epitaphe.